# Złamane serce jest ok
Złamane serce jest ok (zapis stylizowany: Złamane serce jest OK) – czwarty singel polskiej piosenkarki Darii Zawiałow z jej czwartego albumu studyjnego, zatytułowanego Dziewczyna pop. Singel został wydany 20 marca 2024.
Kompozycja znalazła się na 1. miejscu listy OLiA, najczęściej odtwarzanych utworów w polskich rozgłośniach radiowych. Nagranie otrzymało w Polsce status potrójnie platynowego singla, przekraczając liczbę 150 tysięcy sprzedanych kopii.

## Geneza utworu i historia wydania

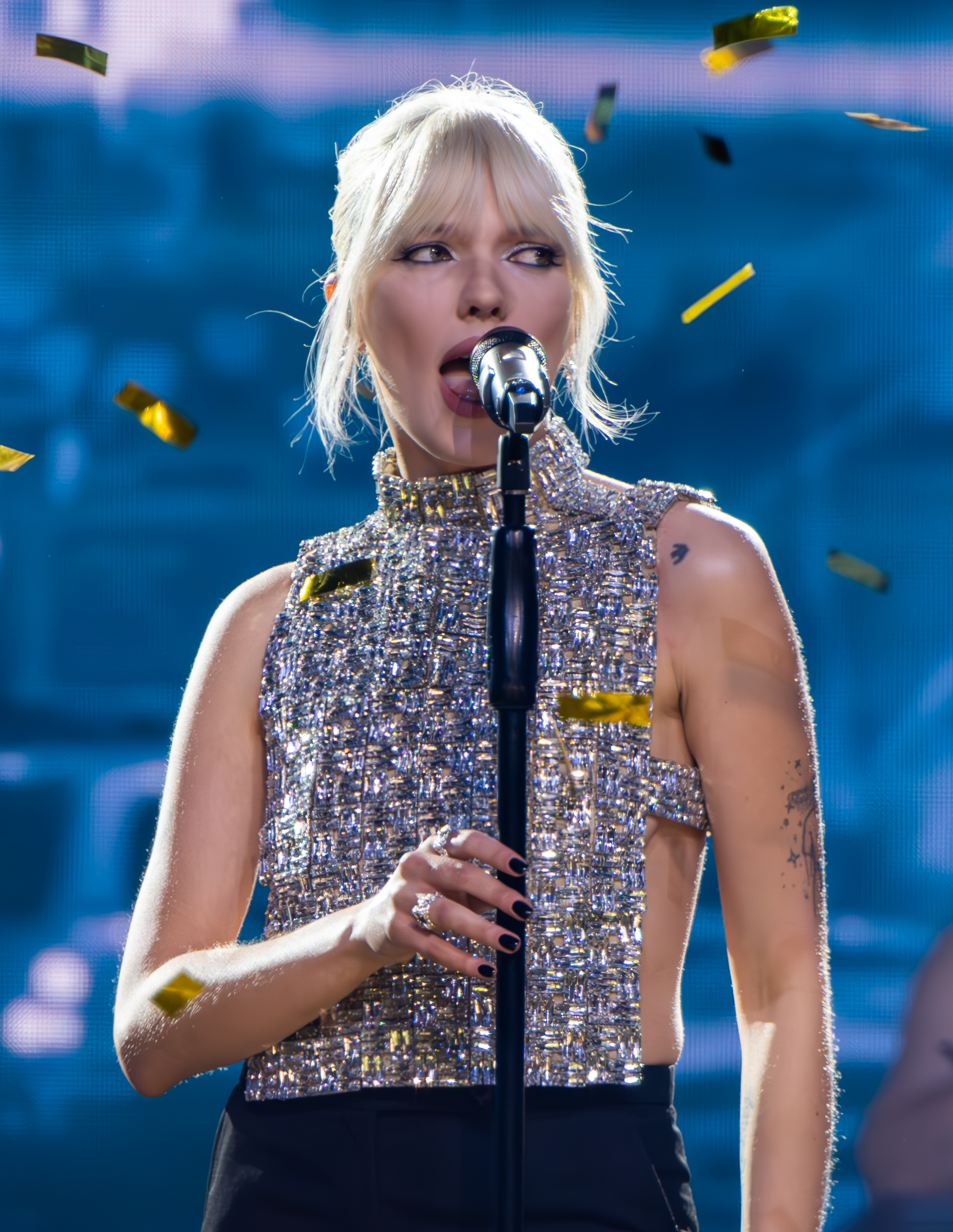
Daria Zawiałow podczas wykonania utworu na gali Fryderyków 2024

Utwór napisali i skomponowali Daria Zawiałow i Bartosz Dziedzic, który również odpowiada za produkcję piosenki.
Singel ukazał się w formacie digital download 2 czerwca 2023 w Polsce za pośrednictwem wytwórni płytowej Sony Music Entertainment Poland, jako singel promocyjny. 20 marca 2024 został wydany, jako pełnoprawny singel. Piosenka została umieszczona na czwartym albumie studyjnym Zawiałow – Dziewczyna pop w tzw. „Rozdziale 92’”. Nowa wersja utworu nagrana z Albertem Hammondem Jr., znalazła się na minialbumie pt. Spotify Singles.
22 marca 2024 piosenka została zaprezentowana podczas gali Fryderyki 2024.
Utwór znalazł się w grupie dwudziestu jeden polskich propozycji, spośród których polski oddział stowarzyszenia OGAE wyłaniał reprezentanta kraju na potrzeby plebiscytu OGAE Song Contest 2023.

## „Złamane serce jest ok” w stacjach radiowych
Nagranie było notowane na 1. miejscu w zestawieniu OLiA, najczęściej odtwarzanych utworów w polskich rozgłośniach radiowych.

## Teledysk
Do utworu powstał teledysk w reżyserii Nikodema Marka i Jakuba Wójcika, który udostępniono w dniu premiery singla za pośrednictwem serwisu YouTube.

## Lista utworów
- Digital download[2]

1. „Złamane serce jest ok” – 3:19

## Notowania
| Kraj   | Lista (2023–24)          | Najwyższa pozycja |
| ------ | ------------------------ | ----------------- |
| Polska | Billboard Poland Songs   | 18                |
| Polska | OLiS – single w streamie | 18                |

| Kraj   | Lista (2024)                   | Najwyższa pozycja |
| ------ | ------------------------------ | ----------------- |
| Polska | OLiS – oficjalna lista airplay | 1                 |

| Kraj   | Lista (2024)                   | Pozycja |
| ------ | ------------------------------ | ------- |
| Polska | OLiS – single w streamie       | 34      |
| Polska | OLiS – oficjalna lista airplay | 8       |

## Certyfikaty
| Kraj          | Certyfikat         | Sprzedaż |
| ------------- | ------------------ | -------- |
| Polska (ZPAV) | 3× platynowa płyta | 150 000+ |

## Wyróżnienia
| Rok  | Konkurs                  | Kategoria                   | Rezultat   |
| ---- | ------------------------ | --------------------------- | ---------- |
| 2024 | Gorąca 100               | 100 największych hitów 2024 | 3. miejsce |
| 2024 | Przebój roku RMF FM 2024 | Przebój roku                | 8. miejsce |